# 白肩笔螺
白肩笔螺（学名：Nebularia lugubris），是新腹足目笔螺科圆笔螺属的一种。主要分布于台湾，常栖息在潮间带岩礁。